# Florent Marée
Pour les articles homonymes, voir Marée.
Florent Marée est un gymnaste artistique français né le 17 novembre 1980 à Saint-Louis de La Réunion.

## Biographie
Florent Marée dispute les Jeux olympiques d'été de 2000 et de 2004.
Il est sacré champion de France au concours général en 2001.
Il remporte en 2002 à la barre fixe une médaille d'argent aux Championnats d'Europe à Patras.